# Concetto Lo Bello
Concetto Lo Bello (13 de maig de 1924 - 9 de setembre de 1991) va ser un àrbitre internacional de futbol italià. Ostenta el rècord d'arbitrar més partits a la Serie A (328).
La seva carrera va abastar des del 1944 fins al 1974, i va arbitrar el seu primer partit internacional el 1958.
Va arbitrar 34 partits internacionals, inclosa la semifinal entre l'Alemanya Occidental i l'URSS el 1966. Havia estat escollit provisionalment per arbitrar la final de la Copa del Món de la FIFA de 1970, però l'equip italià va arribar a la final, per la qual cosa no va poder arbitrar.
Lo Bello també va arbitrar les finals de la Copa d'Europa de 1968 i 1970, així com la final de tornada de la Copa de Fires de 1966 i la final de tornada de la Lliga Europa de la UEFA de 1974.
Després de jubilar-se, va entrar en política com a membre del parlament pel partit demòcrata-cristià. Va ser ministre d'Esports durant un període i, breument, ministre de la Sequera. El 1986, va ser elegit alcalde de Siracusa, però només va estar en el càrrec durant cinc mesos. El 2012, va ser inclòs pòstumament al Saló de la Fama del Futbol Italià.